# Bryocarpum himalaicum
Bryocarpum himalaicum – gatunek z monotypowego rodzaju roślin z rodziny pierwiosnkowatych. Jest endemitem wschodnich Himalajów. Rośnie w granicach Bhutanu, Nepalu, Sikkimu i w południowo-wschodniej części Tybetu. Występuje w lasach mieszanych i iglastych z sosnami na wysokościach od 3 do 4 tys. m n.p.m.

## Morfologia
PokrójBylina z kłączem osiągającym do 5 cm długości, pokrytym podługowatymi łuskami.
LiścieDługoogonkowe (ogonki zwykle dłuższe od blaszki), zebrane w rozetę przyziemną. Blaszka jajowata, u nasady zaokrąglona lub płytko sercowata, całobrzega lub delikatnie karbowana, na wierzchołku tępa do zaokrąglonej. Jest krótko owłosiona i pokryta rzadkimi, ciemnymi gruczołkami.
KwiatyPojedyncze na szczycie głąbika. Kielich składa się z 7 lancetowatych, rozciętych do nasady działek. Korona kwiatu żółta, dzwonkowata, z 7 płatkami rozciętymi na szczycie. Pręcików 7, z krótkimi nitkami i wydłużonymi, zaostrzonymi na wierzchołku główkami. Zalążnia podłużna, zwęża się ku górze stopniowo przechodząc w cienką szyjkę zwieńczoną główkowatym znamieniem.
OwocePodłużne i wielonasienne torebki otwierające się wieczkiem na szczycie.

## Systematyka
Rodzaj z podrodziny Primuloideae w obrębie rodziny pierwiosnkowatych Primulaceae. W obrębie podrodziny rodzaj ten tworzy monofiletyczny klad wspólnie z rodzajami: okrężnica Hottonia, urdzik Soldanella i Omphalogramma.